# José do Canto Moniz
José Estêvão de Abranches Couceiro do Canto Moniz (Porto, 5 de Dezembro de 1912 — São Francisco Xavier, Lisboa, 10 de Setembro de 1998) OC • GCIH foi um engenheiro e funcionário público português, «a quem se deve o impulso fundamental para a construção da ponte sobre o Tejo», depois chamada Ponte 25 de Abril, e o seu «grande arquitecto», que ocupou vários altos cargos da administração do Estado, foi ministro das Comunicações (1968-1969) e procurador à Câmara Corporativa.

## Biografia
José Canto Moniz licenciou-se em Engenharia Civil pela Faculdade de Engenharia da Universidade do Porto em 1937 Foi técnico do Ministério das Obras Públicas, director de Estradas dos distritos da Guarda e de Santarém, engenheiro-chefe da Repartição Técnica de Conservação da Junta Autónoma das Estradas (JAE) e director dos Serviços de Conservação da JAE (1959).
Inspector-geral de Obras Públicas, foi em 1958 nomeado director do Gabinete da Ponte sobre o Tejo, em cujas funções foi o responsável pela abertura de um concurso público internacional para que fossem apresentadas propostas para a construção da nova ponte. Após a apresentação de quatro propostas, em 1960, a obra foi adjudicada à empresa norte-americana United States Steel Export Company. Sempre sob a supervisão do Gabinete da Ponte e do seu director Eng. Canto Moniz, os trabalhos iniciaram-se a 5 de Novembro de 1962, sendo a ponte inaugurada (seis meses antes do prazo previsto) a 6 de Agosto de 1966, passando a ser chamada «Ponte Salazar» (ainda que a sua designação legal se mantivesse «Ponte Sobre o Tejo»), em honra  daquele presidente do Conselho.
A 28 de Agosto de 1968 Canto Moniz foi nomeado por Salazar ministro das Comunicações. Pouco depois o presidente do Conselho teve o acidente que conduziria à sua morte, sendo substituído a 27 de Setembro desse ano por Marcelo Caetano. Neste mesmo dia Canto Moniz foi exonerado do cargo e de novo nomeado ministro das Comunicações pelo novo presidente do Conselho, cargo que ocupou até 27 de Março de 1969. Nomeado ministro dois anos após a inauguração da ponte de que fora o principal responsável, foi durante o seu governo e com a sua assinatura que, a 5 de Novembro de 1968, foi ratificado o convénio entre Portugal e Espanha para regular o uso e o aproveitamento hidráulico dos troços internacionais dos rios Minho, Lima, Tejo, Guadiana, Chança e seus afluentes, assinado em Madrid a 29 de Maio desse ano.
Foi procurador à Câmara Corporativa, por designação do Conselho Corporativo nas X (1969-1973) e XI (1973-1974) legislaturas.
Em 1973 era presidente dos Conselhos Gerais dos CTT e das TLP e administrador por parte do Estado da PETROSUL – Sociedade Portuguesa de Refinação de Petróleos, SARL.
Foi Grã-Cruz da Ordem do Infante D. Henrique a 9 de Setembro de 1966, Senhor Comendador da Real Ordem de Isabel a Católica de Espanha e Oficial da Ordem Militar de Nosso Senhor Jesus Cristo a 5 de Agosto de 1944.
Entre 1954 e 1959 foi delegado técnico permanente de Portugal no Comité dos Transportes Interiores da Comissão Económica das Nações Unidas para a Europa e representou Portugal em vários congressos nacionais e internacionais, onde fez inúmeras conferências técnicas sobretudo sobre a problemática das vias rodoviárias, tendo publicado vários artigos sobre a especialidade nas revistas «Técnica», da Faculdade de Engenharia do Porto; do Automóvel Club de Portugal, de Lisboa; «Las Ciéncias» e «Revista de Obras Publicas», de Madrid; «Travaux», de França; «Rodovia», do Brasil; e «Road International», de Londres.

## Família
José Estêvão de Abranches Couceiro do Canto Moniz era filho de António Borges do Canto Moniz (1883-1962), director dos Correios, Telégrafos e Telefones (CTT) do Ribatejo, e de sua mulher Maria Carlota de Abranches Couceiro da Costa (1888-1926); e neto materno de Luís Estêvão Couceiro da Costa (Ílhavo, 1847 - ?), sobrinho-neto do 1.º Barão do Paço de Couceiro, e sua mulher (casados a 5 de Janeiro de 1884 na Sé de Viseu) Efigénia de Abranches de Lemos e Menezes (1851-1924), irmã do General Eng.º Silvério de Abranches de Lemos e Menezes.
Casou a 10 de Abril de 1938 em Sever do Vouga com Margarida de Almeida Amorim, aí nascida a 8 de Abril de 1916, com geração.

## Obras publicadas
- «A Ponte Salazar», Ministério das Obras Públicas, Lisboa 1966. Edição do Gabinete da Ponte sobre o Tejo.
- «Obras públicas : realizações e perspectivas», Lisboa, Edições Panorama 1966.
- «Estudo do tráfego rodoviário para ligação entre as duas margens do Tejo em Lisboa», Lisboa, Junta Autónoma de Estradas 1957.
- «Tendências da moderna técnica das estradas da Suíça, no que respeita a perfis, traçado e pavimentos : impressões registadas numa viagem à Suiça, feita como delegado da Junta Autónoma de Estradas, para o estudo de pavimentos betaminosos, tipo Durit», 1947.
- «Elementos para a organização de projectos de pavimentos betuminosos por mistura», 1946.
- «Notas sobre e estado actual da técnica de construção de pavimentos», publicado no volume II das Publicações Técnicas do Ministério das Obas Públicas.